# Zell am Harmersbach

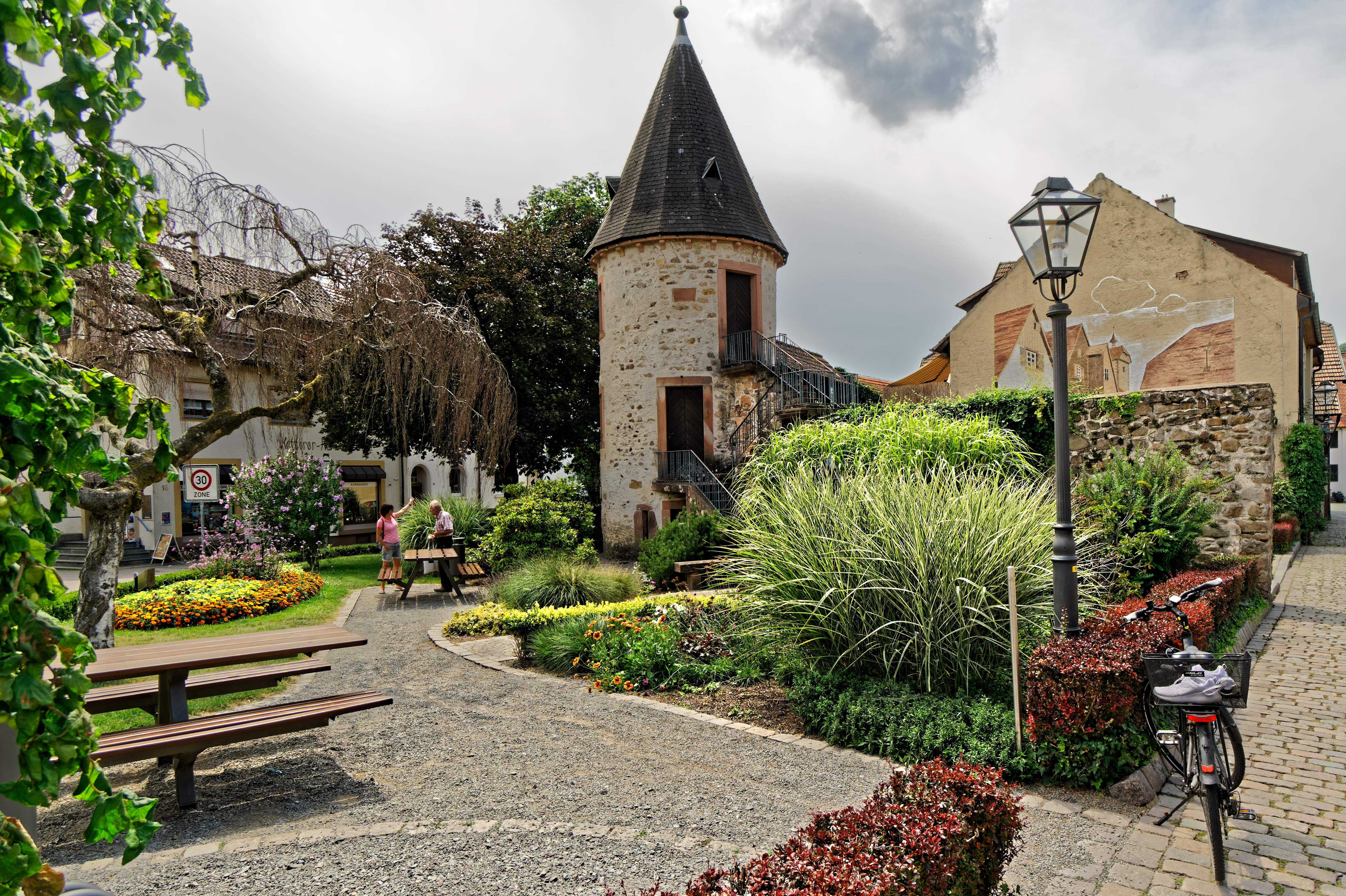
Der Hirschturm in Zell am Harmersbach

Zell am Harmersbach ist eine Stadt im Ortenaukreis im Westen des Schwarzwalds. Zell war im Heiligen Römischen Reich die kleinste Freie Reichsstadt, hatte jedoch damals mehr Fläche als die in der Nähe liegende Reichsstadt Offenburg.

## Geographie

### Geographische Lage
Zell liegt am unteren Talende des südwestlich laufenden, 16 km langen Harmersbachs, der am Westrand des Siedlungsbereichs von links mit der 15 km langen Nordrach aus dem Nordnordosten zusammenläuft, wodurch der Erlenbach entsteht. Dieser mündet nur 2,6 km weiter talabwärts in die Kinzig.
Die Stadtgemarkung umfasst das untere Nordrachtal im Norden, das untere Harmersbachtal im Nordosten sowie den größten Teil der gemeinsamen Talebene von Erlenbach und Entersbacher Dorfbach im Südwesten, wo die Gemarkung sogar etwas über den Lauf der Kinzig reicht. Im Südosten und Westen läuft ihre Grenze ungefähr auf der Wasserscheide zum oberen und unteren Kinzigtal.
Die höchsten Punkte der Stadtfläche liegen an deren Südostrand auf dem Kamm des über 880 m ü. NHN hohen Nills und am Westabfall des Brandenkopfs, wo über 890 m ü. NHN erreicht werden. Der niedrigste befindet sich dicht an der Mündung des Erlenbachs in die Kinzig, die gerade schon außerhalb liegt, auf wenig über 190 m ü. NHN.

### Nachbargemeinden
Die Stadt grenzt im Norden an Nordrach, im Nordosten an Oberharmersbach, im Südosten an Fischerbach, im Süden an die Stadt Haslach, im Südwesten an Steinach, im Westen an Biberach und im Nordwesten an die Stadt Gengenbach.

### Stadtgliederung
Zur Stadt Zell am Harmersbach mit den früher selbständigen Gemeinden Unterharmersbach, Unterentersbach und Oberentersbach gehören außer der Stadt Zell 50 Dörfer, Weiler, Höfe und Häuser.

## Geschichte

### Zell

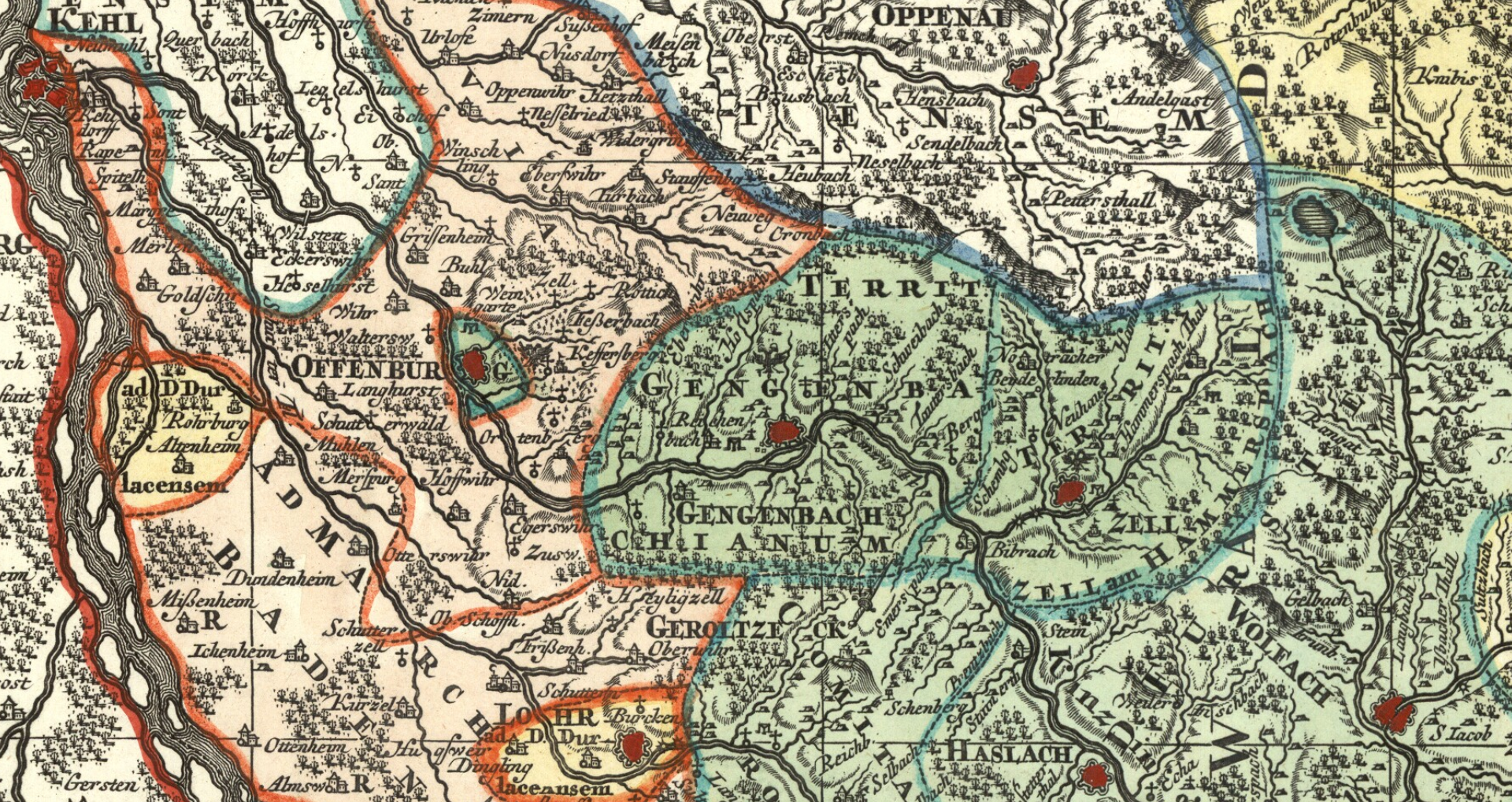
Karte der Reichsstadt Zell am Harmersbach im 18. Jahrhundert

Zell ist eine Gründung des Klosters Gengenbach. Es wurde erstmals 1139 urkundlich erwähnt. Später gehörte es den Zähringern, nach deren Aussterben fiel die Stadt an die Staufer. Nachdem zwischenzeitlich die Herren von Geroldseck und auch das Bistum Straßburg den Ort besessen hatten, kam er 1334 an die Markgrafschaft Baden. Ende des 14. Jahrhunderts wurde Zell jedoch reichsunmittelbar und zur Reichsstadt erhoben. Sie musste sich allerdings ständig gegen Versuche der österreichischen Ortenau wehren, die Stadt in ihr Territorium einzugliedern. Hierbei fand Zell Unterstützung bei den benachbarten Reichsstädten Gengenbach und Offenburg.
1718 wurde das Zell umgebende Harmersbachtal von der Stadt unabhängig und ein eigenständiges freies Reichstal. Im Rahmen der Mediatisierung aufgrund des Reichsdeputationshauptschlusses verlor Zell 1803 seinen Status als Freie Reichsstadt und fiel an das Kurfürstentum Baden.
1904 zerstörte ein Großbrand mehrere Fachwerkhäuser im Stadtkern. Die nördliche Seite der unteren Hauptstraße wurde danach im für diese Zeit typischen Jugendstil wiederaufgebaut. Diese Häuserzeile gilt heute in ihrer Einheitlichkeit als beispielhaft für die Architektur des beginnenden 20. Jahrhunderts. In Baden gehörte Zell am Harmersbach lange zum Landkreis Wolfach. Bei Auflösung desselben kam die Stadt 1973 zum neugebildeten Ortenaukreis. Die heutige Stadt wurde am 1. Januar 1975 durch die Vereinigung der Stadt Zell am Harmersbach mit Unterharmersbach neu gebildet. Zeitgleich wurde die Gemeinde Unterentersbach eingemeindet. Die Eingemeindung von Oberentersbach nach Zell am Harmersbach erfolgte bereits am 1. Januar 1974.

### Ortsteile

#### Oberentersbach
| Oberentersbach | Erstmals 1111 wurde Oberentersbach urkundlich erwähnt. Es wurde bis 1803 von Zell aus verwaltet und schloss sich danach mit Unterentersbach zu einer Gemeinde zusammen. Der Zusammenschluss wurde 1851 wieder gelöst. |

#### Unterentersbach
| Unterentersbach | Im Jahre 1075 wurde Unterentersbach erstmals urkundlich erwähnt. In der Reichsstadtzeit war Unterentersbach Teil (Landstab) von Zell. Von 1803 bis 1851 bildete Unterentersbach zusammen mit Oberentersbach eine Gemeinde. Bis zum Zusammenschluss mit Zell 1975 war Unterentersbach 124 Jahre selbständig. Zu Unterentersbach gehören das ehemalige Rittergut Gröbern und der Zinken Stöcken, eine vormalige Kurie des Klosters Gengenbach. Unterentersbach hat 856 Einwohner (Stand 2023). |

#### Unterharmersbach
| Unterharmersbach | Unterharmersbach wurde 1139 erstmals urkundlich erwähnt. 1200 kam der Ort an das Bistum Bamberg. Über die Herzöge von Zähringen, die Grafen von Fürstenberg und die Herren von Geroldseck kam Unterharmersbach 1367 an das Bistum Straßburg. |

## Demographie
Einwohnerzahlen nach dem jeweiligen Gebietsstand.
| Jahr   | Zell  | Unter- harmersbach | Unter- entersbach | Ober- entersbach |
| ------ | ----- | ------------------ | ----------------- | ---------------- |
| 1804   |       |                    | 297               | 191              |
| 1814   | 1.112 |                    | 548               | 548              |
| 1864   | 1.345 | 1.776              | 433               | 242              |
| 1913   | 1.997 | 1.597              | 428               | 202              |
| 1939   | 1.965 | 1.452              | 446               | 183              |
| 1961   | 2.739 | 1.826              | 512               | 184              |
| 1970   | 3.204 | 2.028              | 479               | 160              |
| 002011 | 7.979 | 7.979              | 7.979             | 7.979            |
| 2022   | 8.227 | 8.227              | 8.227             | 8.227            |

## Politik

### Gemeinderat
Der Gemeinderat besteht aus den gewählten ehrenamtlichen Gemeinderäten und dem Bürgermeister als Vorsitzendem. Der Bürgermeister ist im Gemeinderat stimmberechtigt. Der Gemeinderat in Zell am Harmersbach hat 18 Mitglieder. Die Kommunalwahl am 9. Juni 2024 führte zu folgendem vorläufigen Endergebnis. 

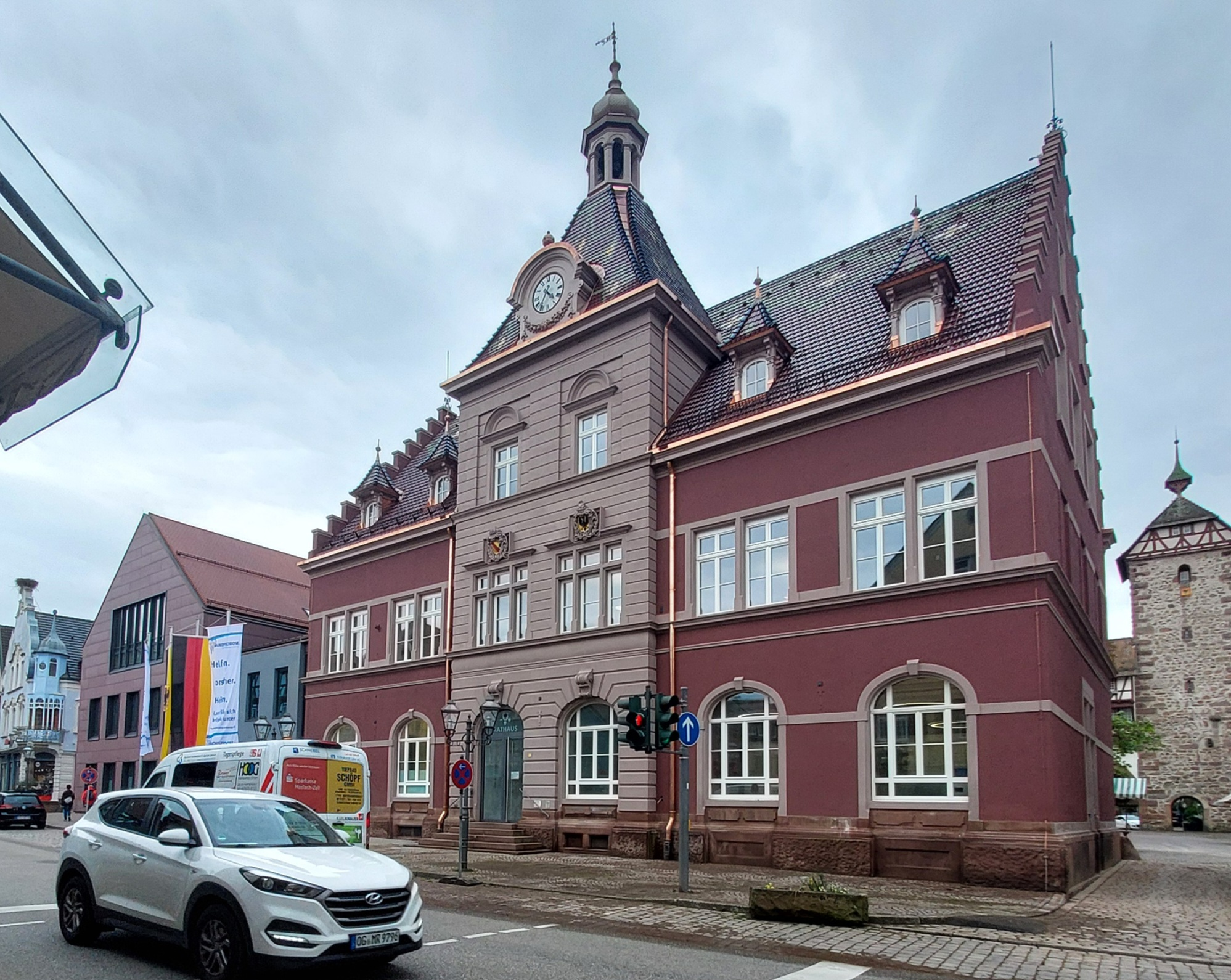
Das Rathaus

| Parteien und Wählergemeinschaften | Parteien und Wählergemeinschaften           | % 2024 | Sitze 2024 |        | % 2019 | Sitze 2019 | % 2014 | Sitze 2014 | Kommunalwahl 2024Wahlbeteiligung: 64,8 % (2019: 47,5 %) %50403020100 43,8 %28,2 %16,5 %11,5 % FWCDUGLSPDGewinne und Verlusteim Vergleich zu 2019 %p 10 8 6 4 2 0 −2 −4 −6+8,5 %p−0,3 %p−4,9 %p−3,3 %pFWCDUGLSPD |
| FWV                               | Freie Wähler Zell am Harmersbach            | 43,8   | 8          | 35,3   | 6      | 34,3       | 6      |            | Kommunalwahl 2024Wahlbeteiligung: 64,8 % (2019: 47,5 %) %50403020100 43,8 %28,2 %16,5 %11,5 % FWCDUGLSPDGewinne und Verlusteim Vergleich zu 2019 %p 10 8 6 4 2 0 −2 −4 −6+8,5 %p−0,3 %p−4,9 %p−3,3 %pFWCDUGLSPD |
| CDU                               | Christlich Demokratische Union Deutschlands | 28,2   | 5          | 28,5   | 5      | 30,2       | 6      |            | Kommunalwahl 2024Wahlbeteiligung: 64,8 % (2019: 47,5 %) %50403020100 43,8 %28,2 %16,5 %11,5 % FWCDUGLSPDGewinne und Verlusteim Vergleich zu 2019 %p 10 8 6 4 2 0 −2 −4 −6+8,5 %p−0,3 %p−4,9 %p−3,3 %pFWCDUGLSPD |
| Grüne                             | Grüne Liste Zell                            | 16,5   | 3          | 21,4   | 4      | 19,1       | 3      |            | Kommunalwahl 2024Wahlbeteiligung: 64,8 % (2019: 47,5 %) %50403020100 43,8 %28,2 %16,5 %11,5 % FWCDUGLSPDGewinne und Verlusteim Vergleich zu 2019 %p 10 8 6 4 2 0 −2 −4 −6+8,5 %p−0,3 %p−4,9 %p−3,3 %pFWCDUGLSPD |
| SPD                               | Sozialdemokratische Partei Deutschlands     | 11,5   | 2          | 14,8   | 3      | 16,5       | 3      |            | Kommunalwahl 2024Wahlbeteiligung: 64,8 % (2019: 47,5 %) %50403020100 43,8 %28,2 %16,5 %11,5 % FWCDUGLSPDGewinne und Verlusteim Vergleich zu 2019 %p 10 8 6 4 2 0 −2 −4 −6+8,5 %p−0,3 %p−4,9 %p−3,3 %pFWCDUGLSPD |
| Gesamt                            | Gesamt                                      | 100    | 18         | 100    | 18     | 100        | 18     |            | Kommunalwahl 2024Wahlbeteiligung: 64,8 % (2019: 47,5 %) %50403020100 43,8 %28,2 %16,5 %11,5 % FWCDUGLSPDGewinne und Verlusteim Vergleich zu 2019 %p 10 8 6 4 2 0 −2 −4 −6+8,5 %p−0,3 %p−4,9 %p−3,3 %pFWCDUGLSPD |
| Wahlbeteiligung                   | Wahlbeteiligung                             | 64,8 % | 64,8 %     | 59,9 % | 59,9 % | 51,2 %     | 51,2 % |            | Kommunalwahl 2024Wahlbeteiligung: 64,8 % (2019: 47,5 %) %50403020100 43,8 %28,2 %16,5 %11,5 % FWCDUGLSPDGewinne und Verlusteim Vergleich zu 2019 %p 10 8 6 4 2 0 −2 −4 −6+8,5 %p−0,3 %p−4,9 %p−3,3 %pFWCDUGLSPD |

### Bürgermeister
- 1933–1945 Adrian Kopf
- 1945 Hermann Seifert
- 1945–1947 Hans Arnold
- 1947–1948 Fritz Burger
- 1948–1957 August Schwab
- 1957–1965 Rudolf Brucher
- 1965–1974 Reinhold Abele
- 1975–1991 Hans-Martin Moll
- 1991–1999 Manfred Behrschmidt
- 1999–2015 Hans-Martin Moll
- seit 2015 Günter Pfundstein

Seit Juni 2015 ist Günter Pfundstein der Bürgermeister. Er wurde im März 2015 mit 61,9 Prozent der Stimmen zum Nachfolger von Hans-Martin Moll gewählt worden, der das Amt 32 Jahre innehatte. Am 12. März 2023 wurde Pfundstein mit 91,6 Prozent der Stimmen für eine zweite Amtszeit wiedergewählt.

### Verwaltungsgemeinschaft
Die Stadt ist Sitz der Vereinbarten Verwaltungsgemeinschaft mit den Gemeinden Biberach, Nordrach und Oberharmersbach.

### Wappen
Das Wappen von Zell – „In Gold ein rotbewehrter, rotbezungter schwarzer Adler“ – ist das Wappen des Heiligen Römischen Reiches und symbolisiert die Geschichte als Freie Reichsstadt.

### Partnerschaften
Zell am Harmersbach unterhält mit folgenden Städten eine Städtepartnerschaft:
- Baume-les-Dames, Bourgogne-Franche-Comté, Frankreich, seit 1990
- Frauenstein, Sachsen, Deutschland, seit 1991

Der Stadtteil Unterharmersbach unterhält mit folgender Stadt eine Städtepartnerschaft:
- Tuggen, Kanton Schwyz, Schweiz, seit 2000

Ein Fahrzeug der Ortenau-S-Bahn trägt den Namen Zell a. H.

## Kultur und Sehenswürdigkeiten
Zell liegt am Kinzigtäler Jakobusweg und am Großen Hansjakobweg, die beide an vielen Sehenswürdigkeiten vorbeiführen.

### Sehenswürdigkeiten

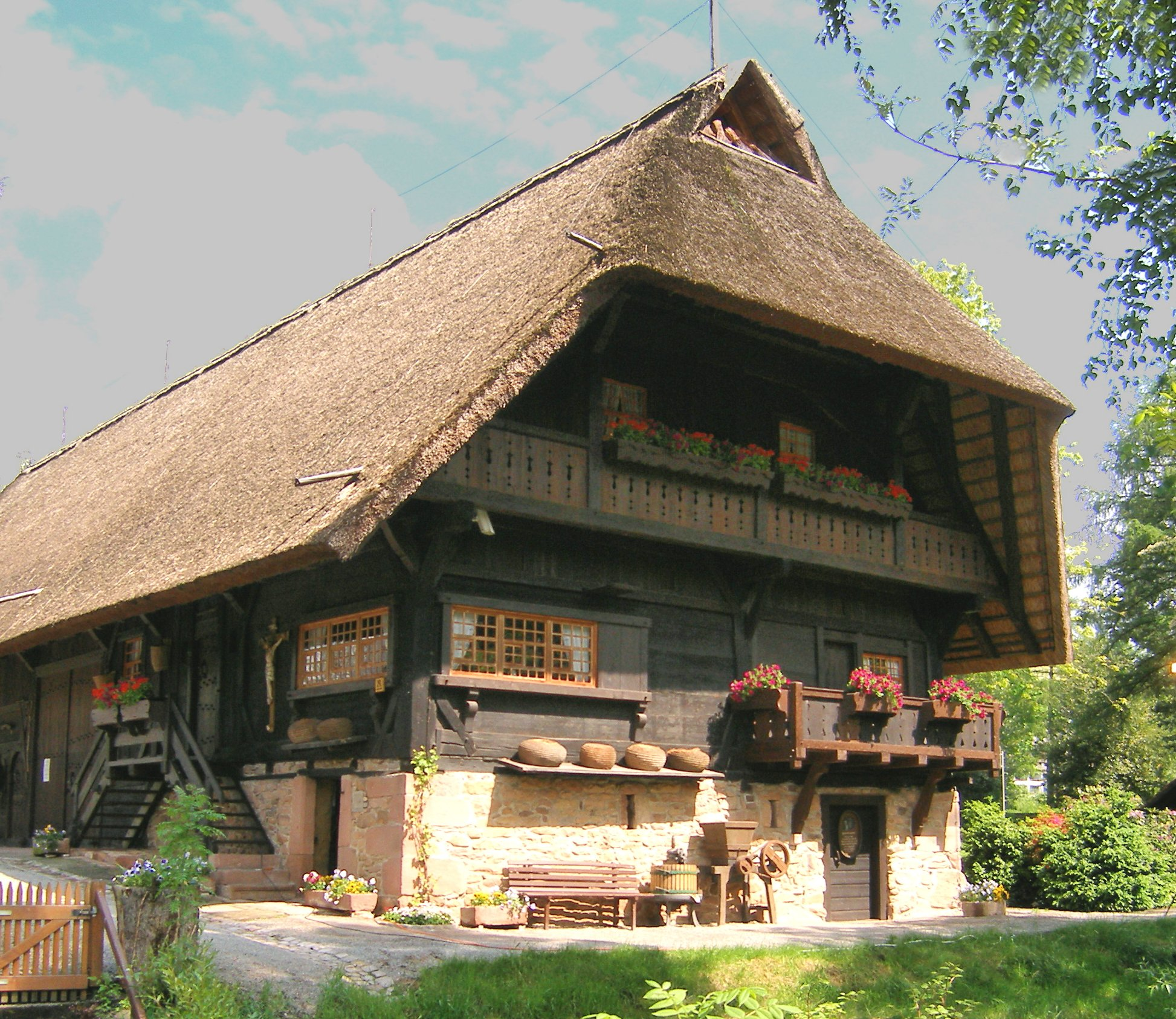
Der Fürstenberger Hof
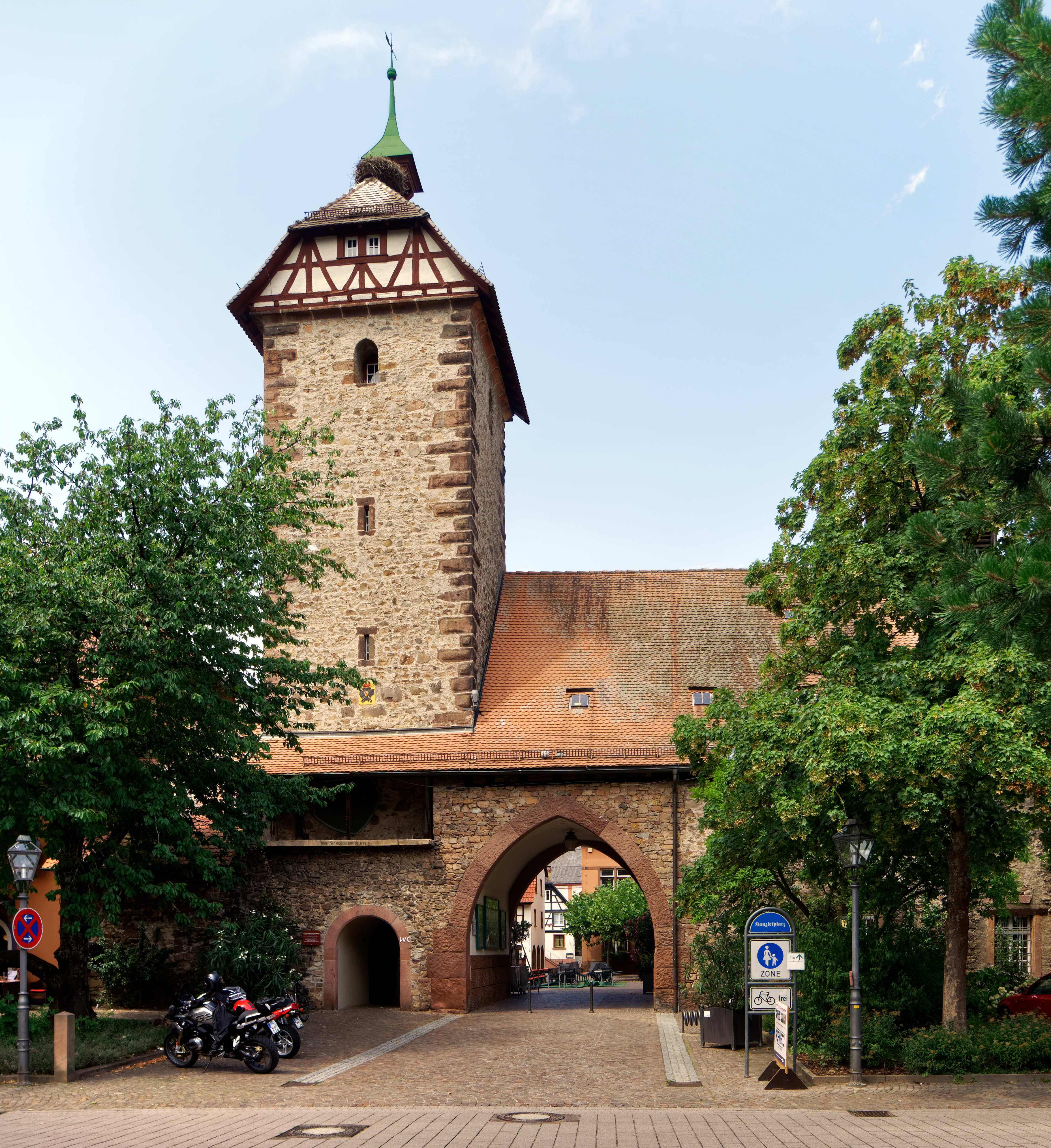
Wahrzeichen Storchenturm
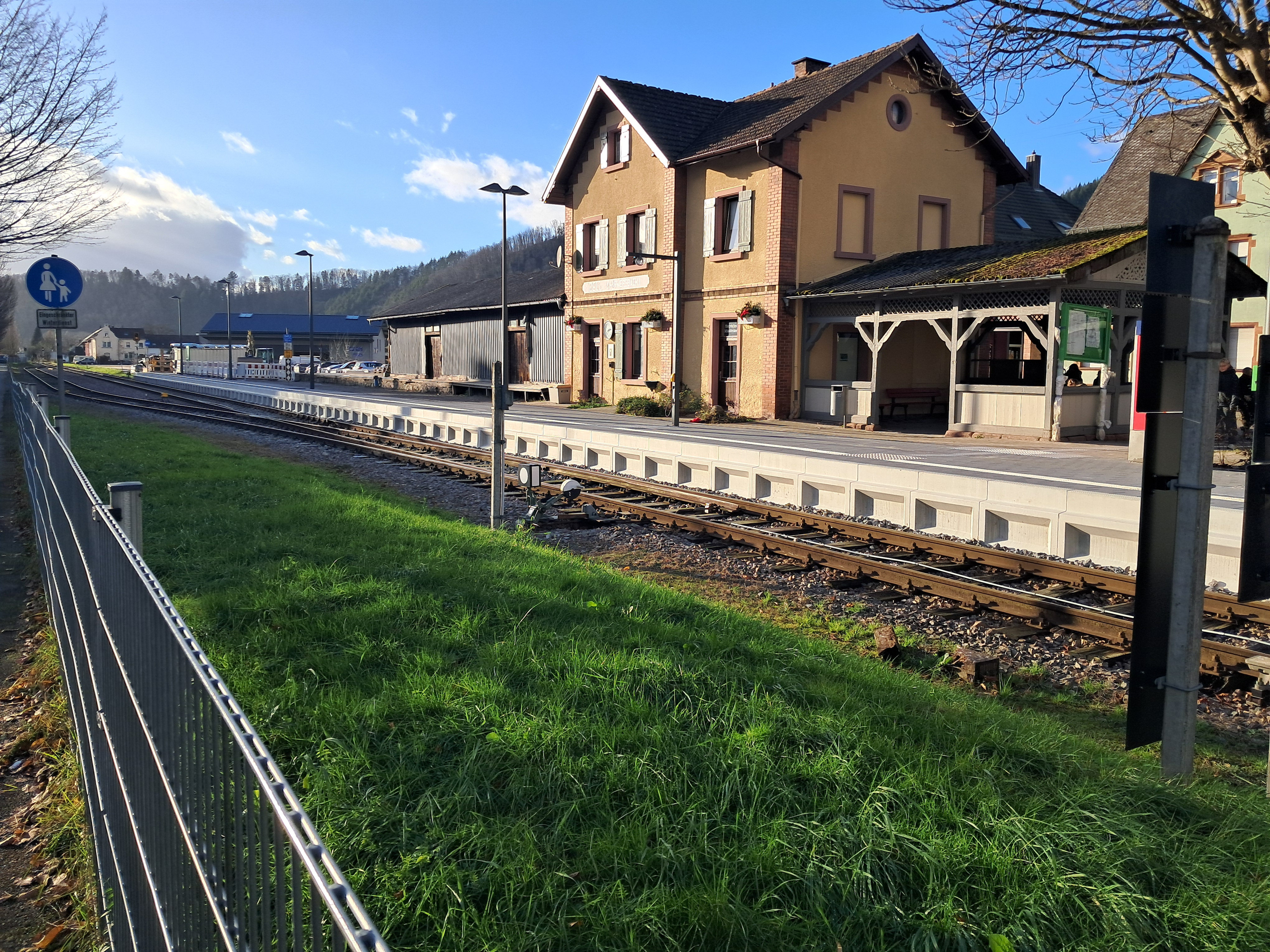
Bahnhof von Zell am Harmersbach
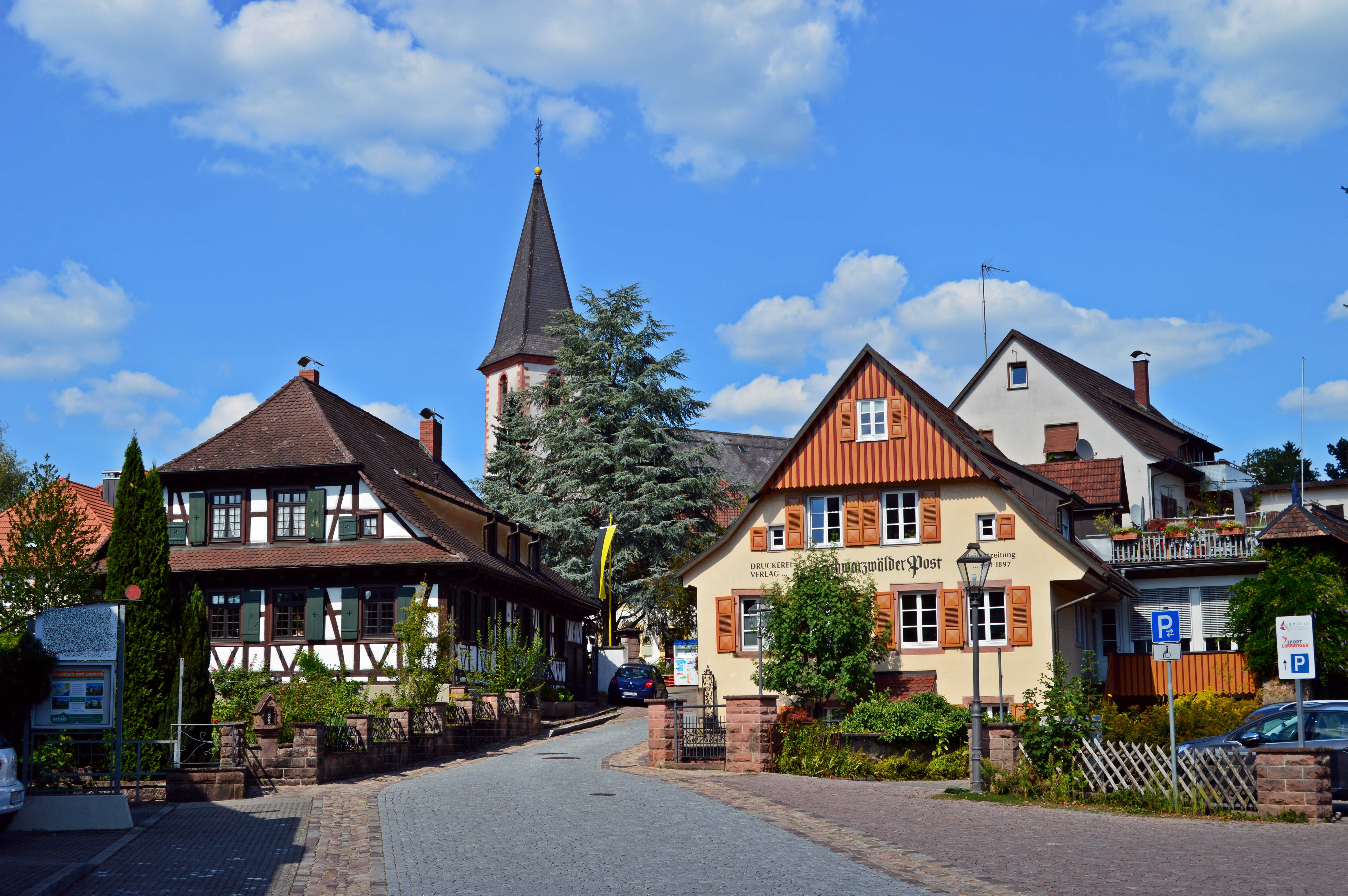
Pfarrhofgraben mit Stadtkirche und Haus der Heimatzeitung
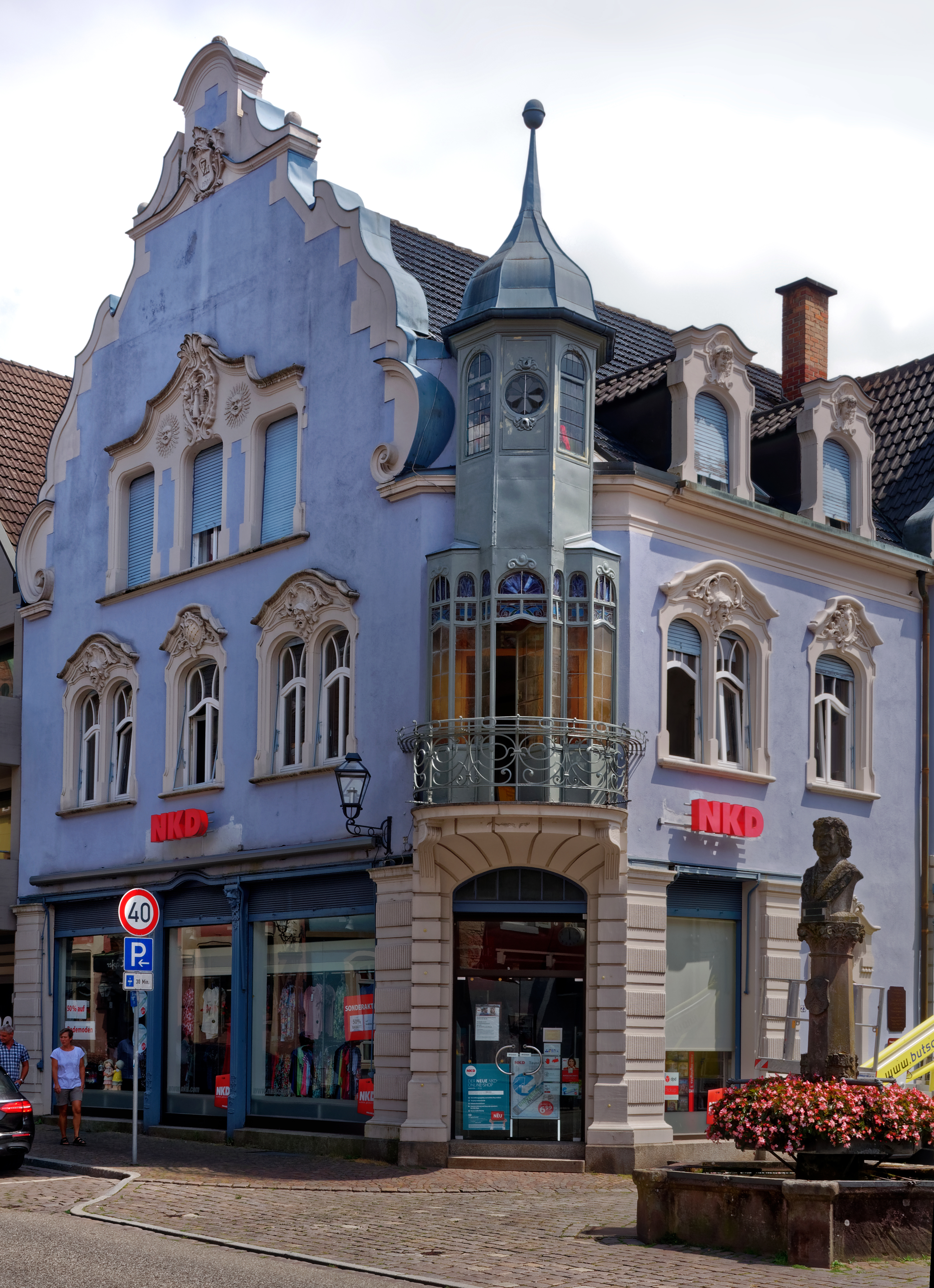
Typisches Jugendstilhaus
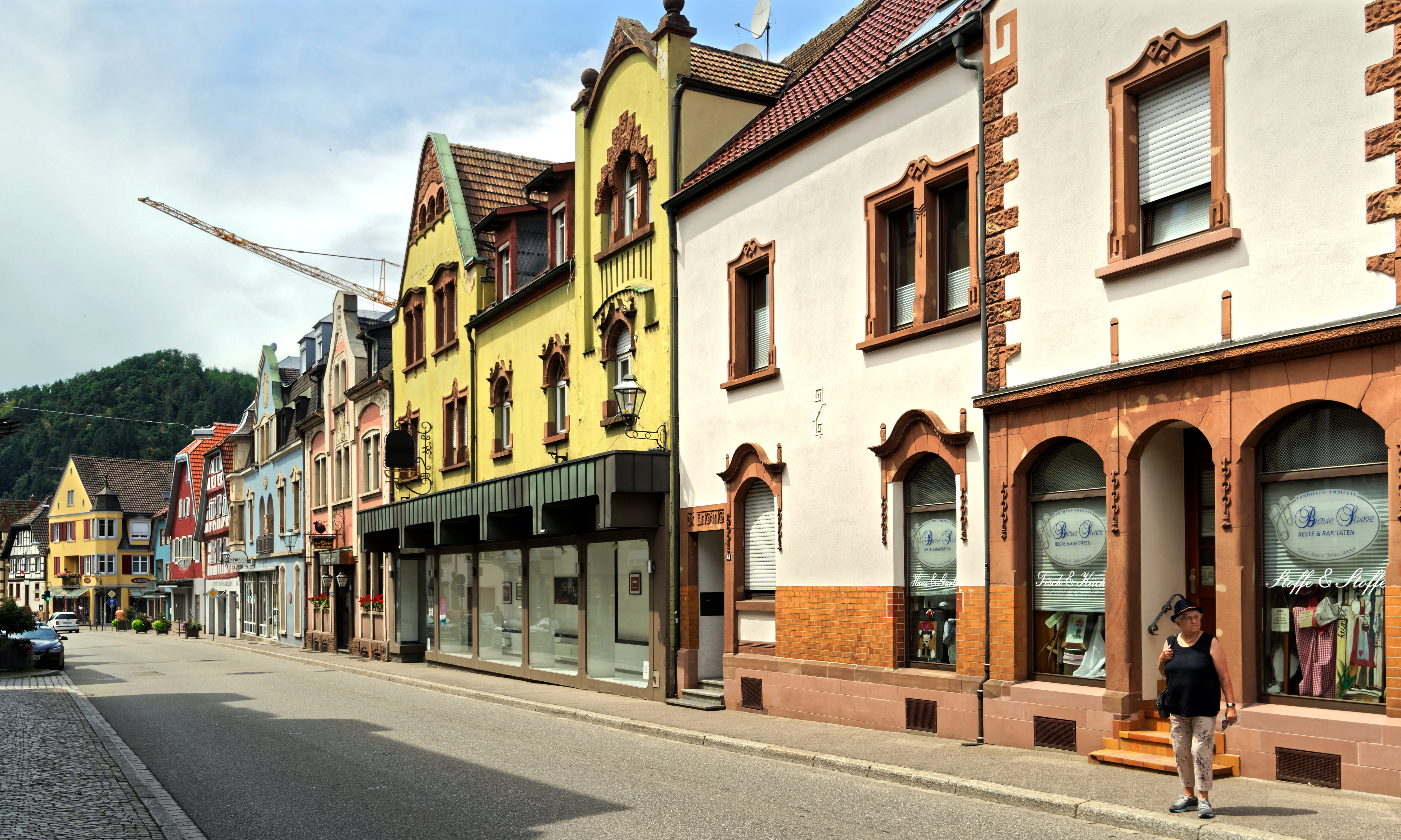
Diese Jugendstil-Häuser wurden nach einem Brand im Jahr 1904 errichtet
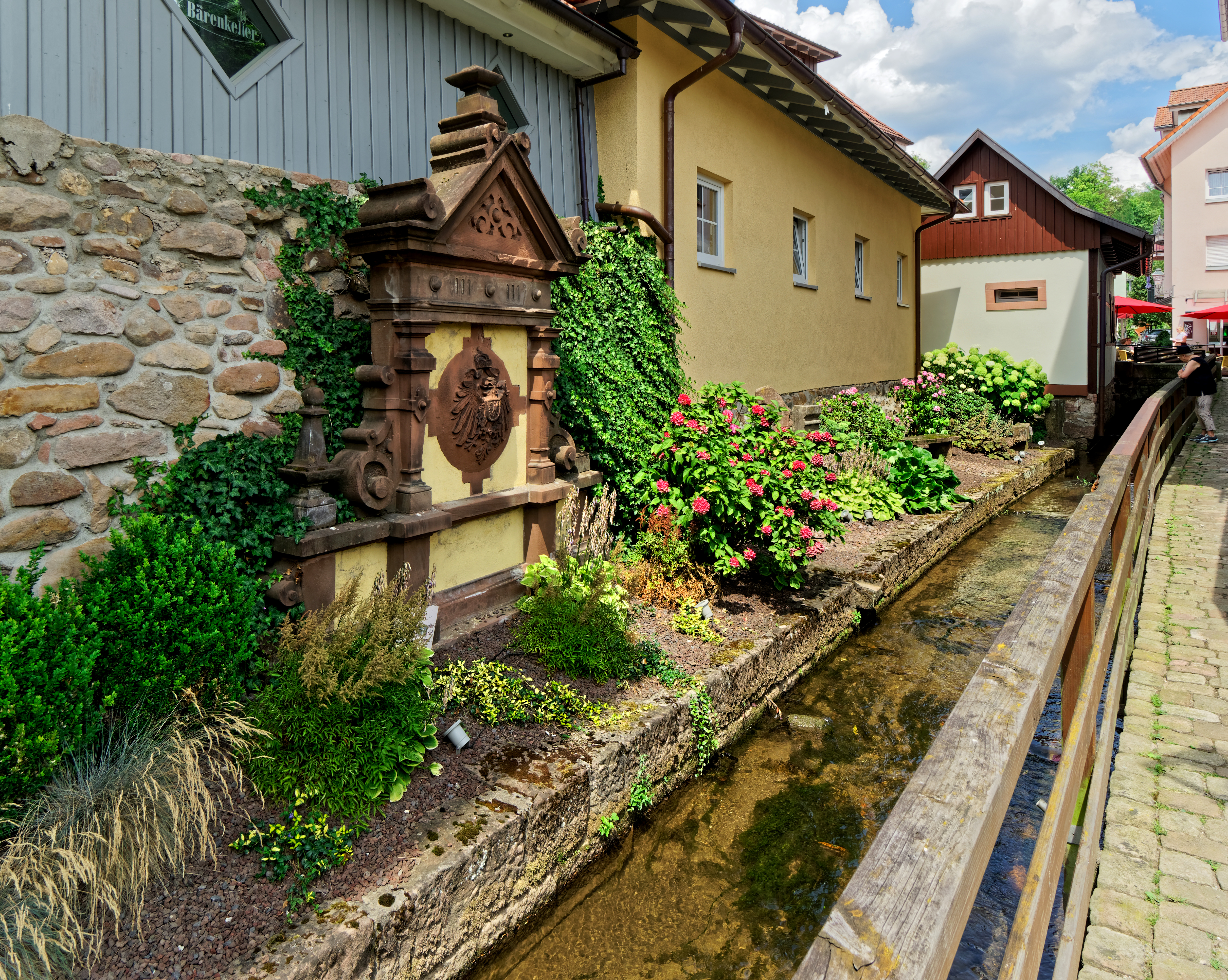
Am Mühlkanal
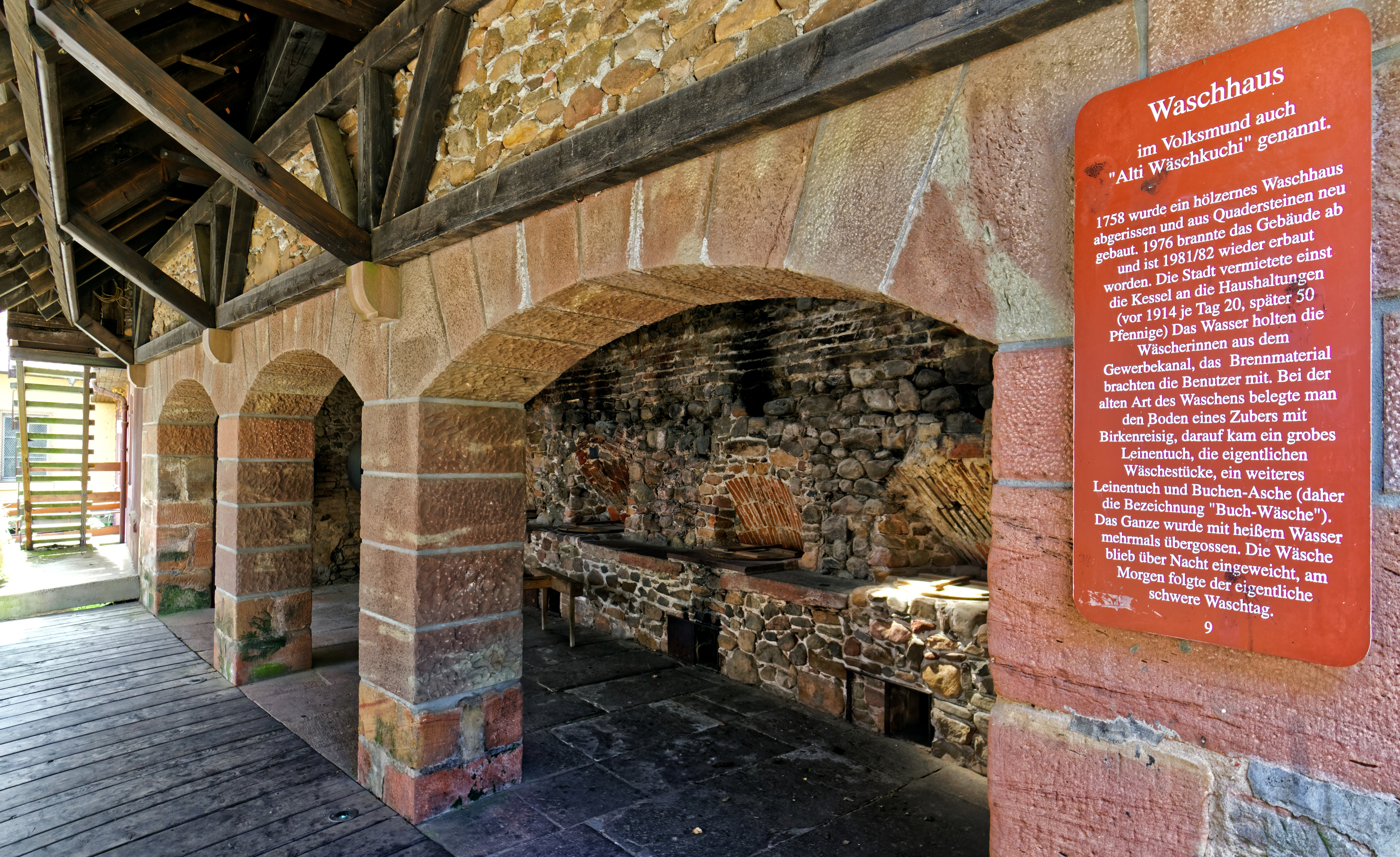
Das historische Waschhaus
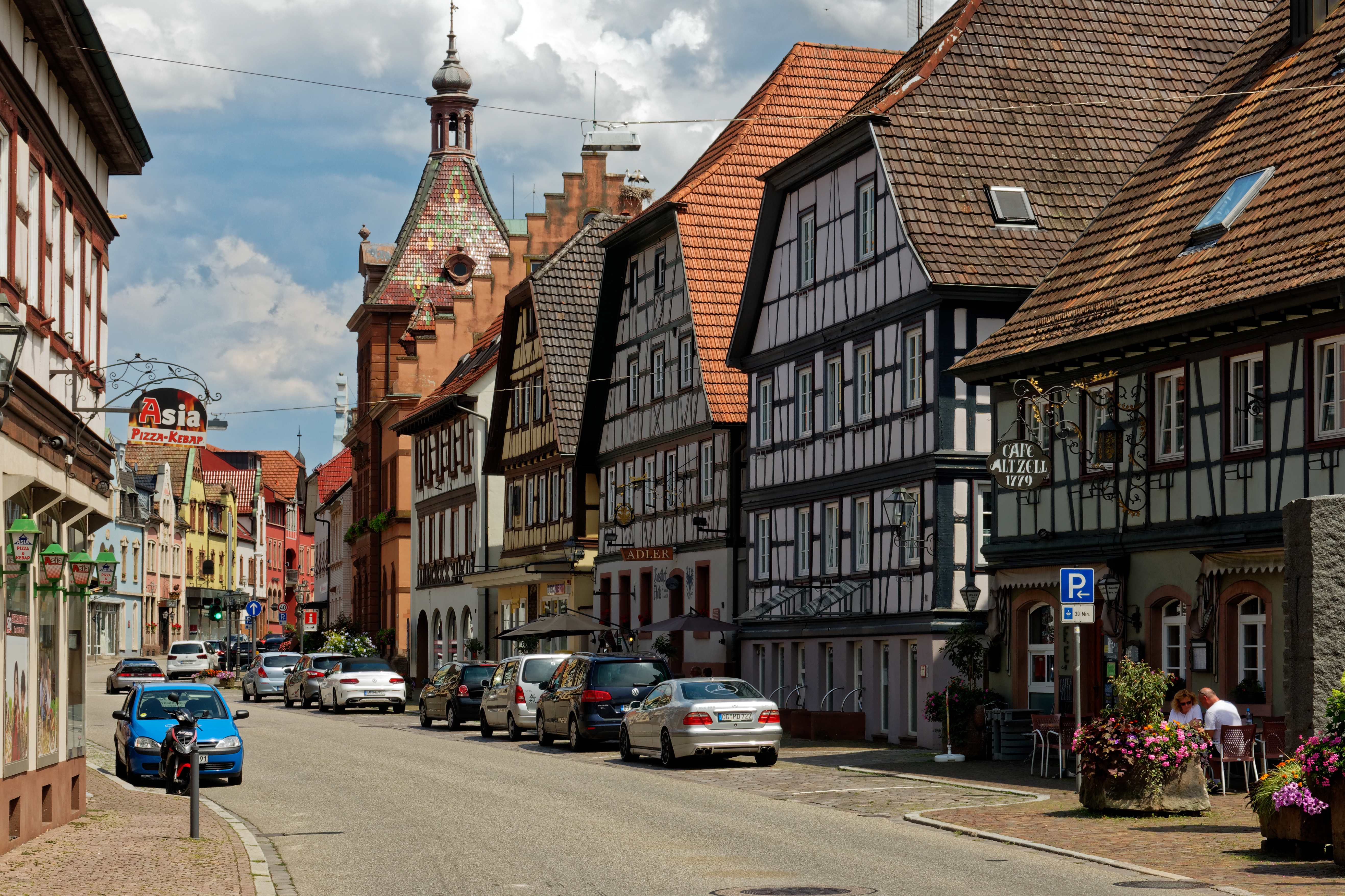
Die historische Altstadt.
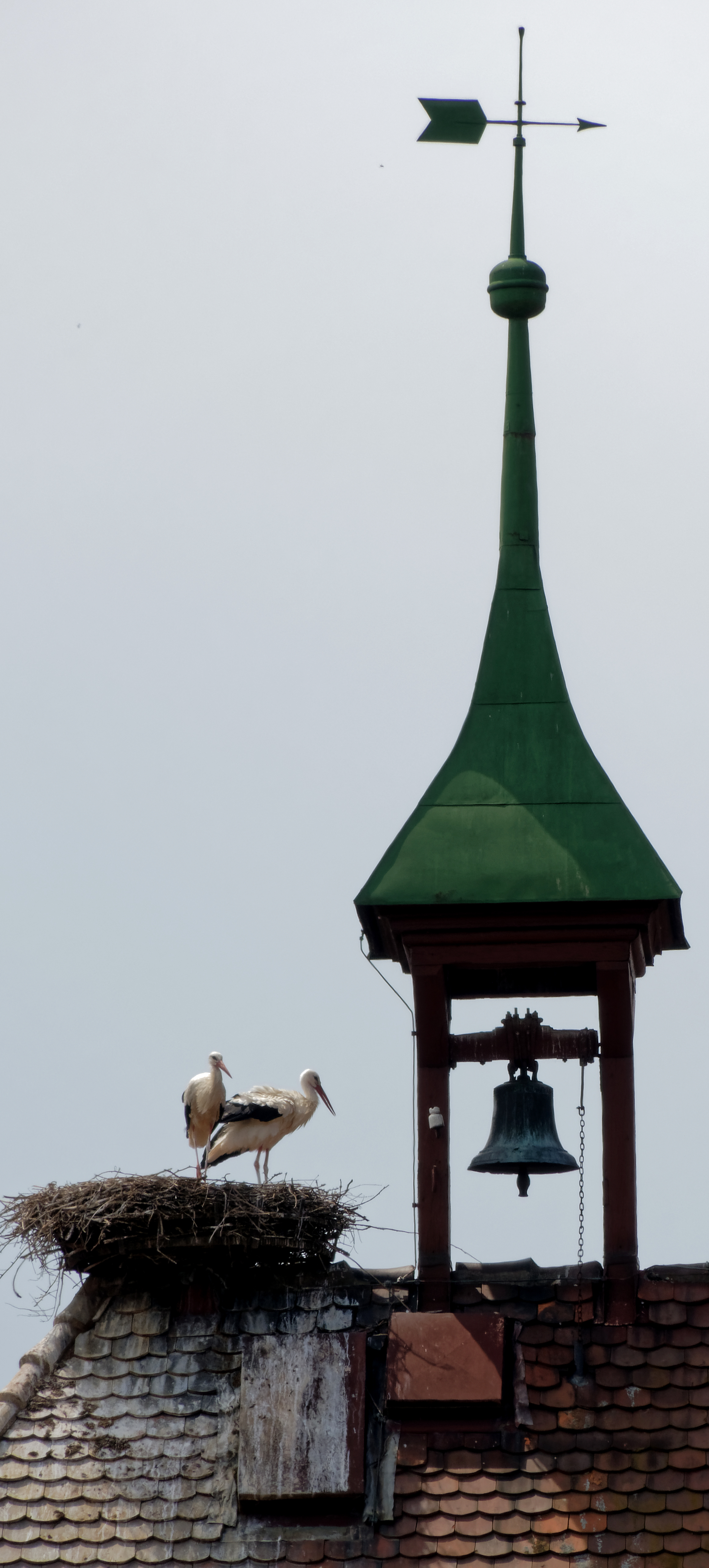
Störche auf dem Storchenturm

- Die als Gesamtanlage Zell a. H. unter Denkmalschutz stehende historische Altstadt mit einem der Wahrzeichen von Zell, dem Storchenturm
- zahlreiche Brunnen, darunter der Narrenbrunnen in Zell und der St.-Gallus-Brunnen in Unterharmersbach
- Katholische Pfarrkirche St. Symphorian
- Wallfahrtskirche Maria zu den Ketten in Unterharmersbach
- St.-Michaels-Kapelle in Unterharmersbach-Kirnbach mit der danebenstehenden Gerichtslinde

### Religionen
Seit der Dekanatsreform am 1. Januar 2008 gehört Zell am Harmersbach und der Ortsteil Unterentersbach mit der Maria-zu-den-Ketten- und St.-Nikolaus-Kirche zum Dekanat Offenburg-Kinzigtal und gehört zudem zur Seelsorgeeinheit Haslach.

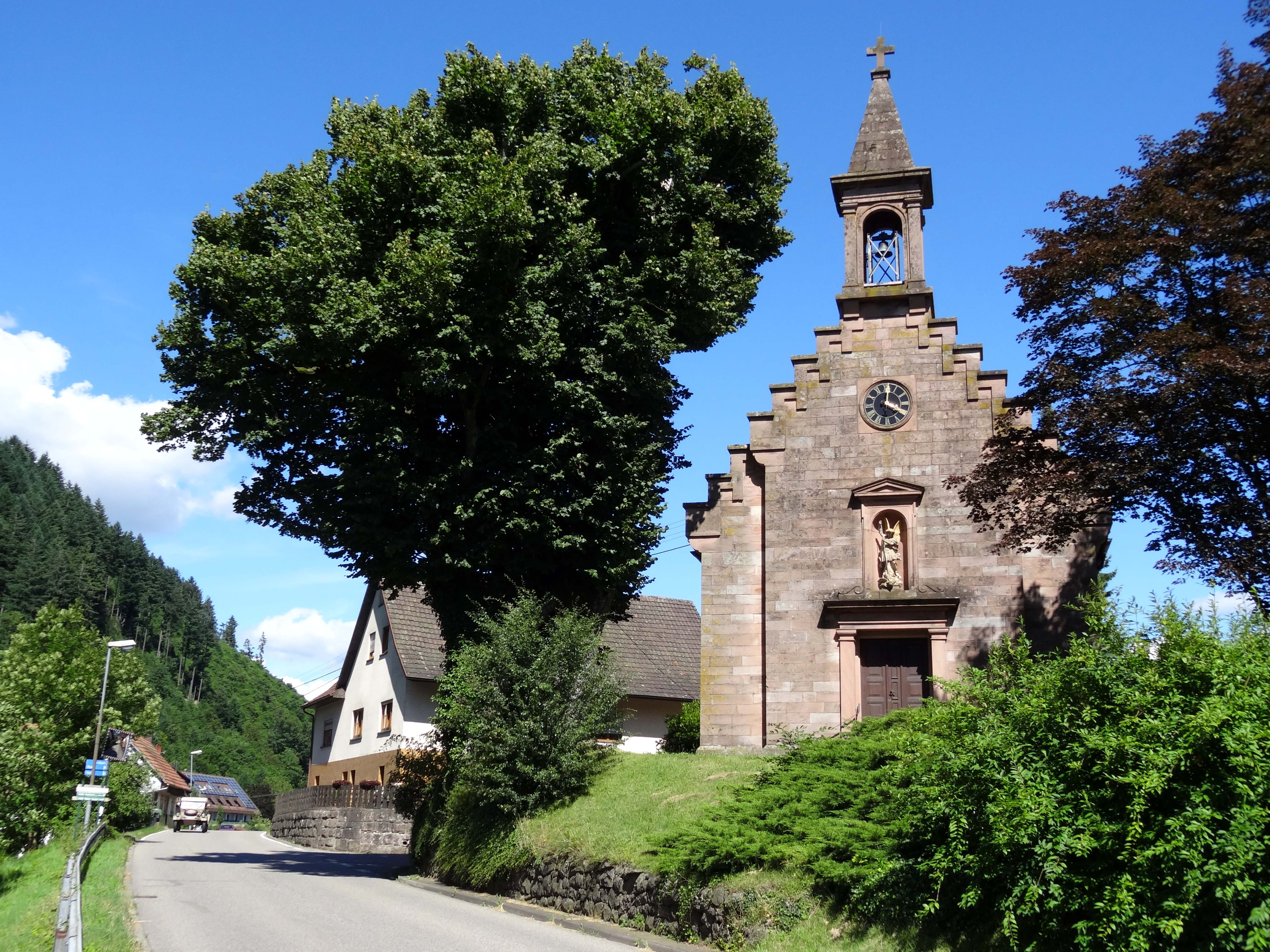
Gerichtslinde Kirnbach
an der St. Michaelskapelle

### Gerichtslinde Kirnbach
Die wohl über 500 Jahre alte Kirnbacher „Gerichtslinde“⊙ steht an der Dorfstraße des Weilers Kirnbach-Grün, direkt oberhalb der Stützmauer des kleinen Kirchhofs einer historischen Kapelle, die dem Erzengel Michael geweiht wurde. Schon im Jahre 1515 wurde der Baum urkundlich erwähnt.
Ob die heutige Benennung als „Gerichtslinde“ auf ihre tatsächliche Funktion als hochmittelalterlicher Gerichtsbaum hindeutet, oder ob sie diesen Namen lediglich erhielt, weil Gerichtsleute einst diesen Lindenstock gestiftet hatten, ist nicht geklärt. Allerdings ist im Standardwerk Gerichtslinden und Thingplätze in Deutschland von Anette Lenzing „die Gerichtslinde in Kirnbach“ als einer der wenigen bekannten Gerichtsplätze Baden-Württembergs aufgeführt. Zudem verweist ein am Baum angebrachtes Schild darauf, dass die freien Bauern des neuzeitlichen Reichstals Harmersbach, welches bis zum Ende des Heiligen Römischen Reiches hier bestand, unter dieser Linde Gericht gehalten hätten.
Vor über 200 Jahren wurde die heute als Naturdenkmal (Kennung 83171460002) ausgewiesene Sommerlinde von einem Blitz zerrissen. Danach wuchs sie in ihrem oberen Bereich wieder zusammen. Der untere Teil des Stammes blieb jedoch bis heute gespalten und ist nicht wieder zusammengewachsen. Das Alter der Linde wird, laut verschiedener Quellen, auf 400–600 Jahre geschätzt. Der Stammumfang des Baumveterans beträgt ca. 9,5 m und seine Höhe wird mit 25 m angegeben.

### Ehemalige Sehenswürdigkeit
Der Zeller Mammutbaum, der 2011 nach einem Blitzeinschlag gefällt werden musste, war der größte Weihnachtsbaum in Deutschland. Der unterste Teil des Stammes war als Erinnerung geblieben, wurde 2015 aber entfernt. Heute findet sich an der Stelle ein normaler Laubbaum.

### Museen
- Rundofen (früherer Keramikbrennofen)
- Heimatmuseum Fürstenberger Hof
- Villa Haiss, Museum für zeitgenössische Kunst
- Storchenturm-Museum im namensgebenden Storchenturm
- Historische Druckerei der Schwarzwälder Post
- Keramikmuseum

### Fasend

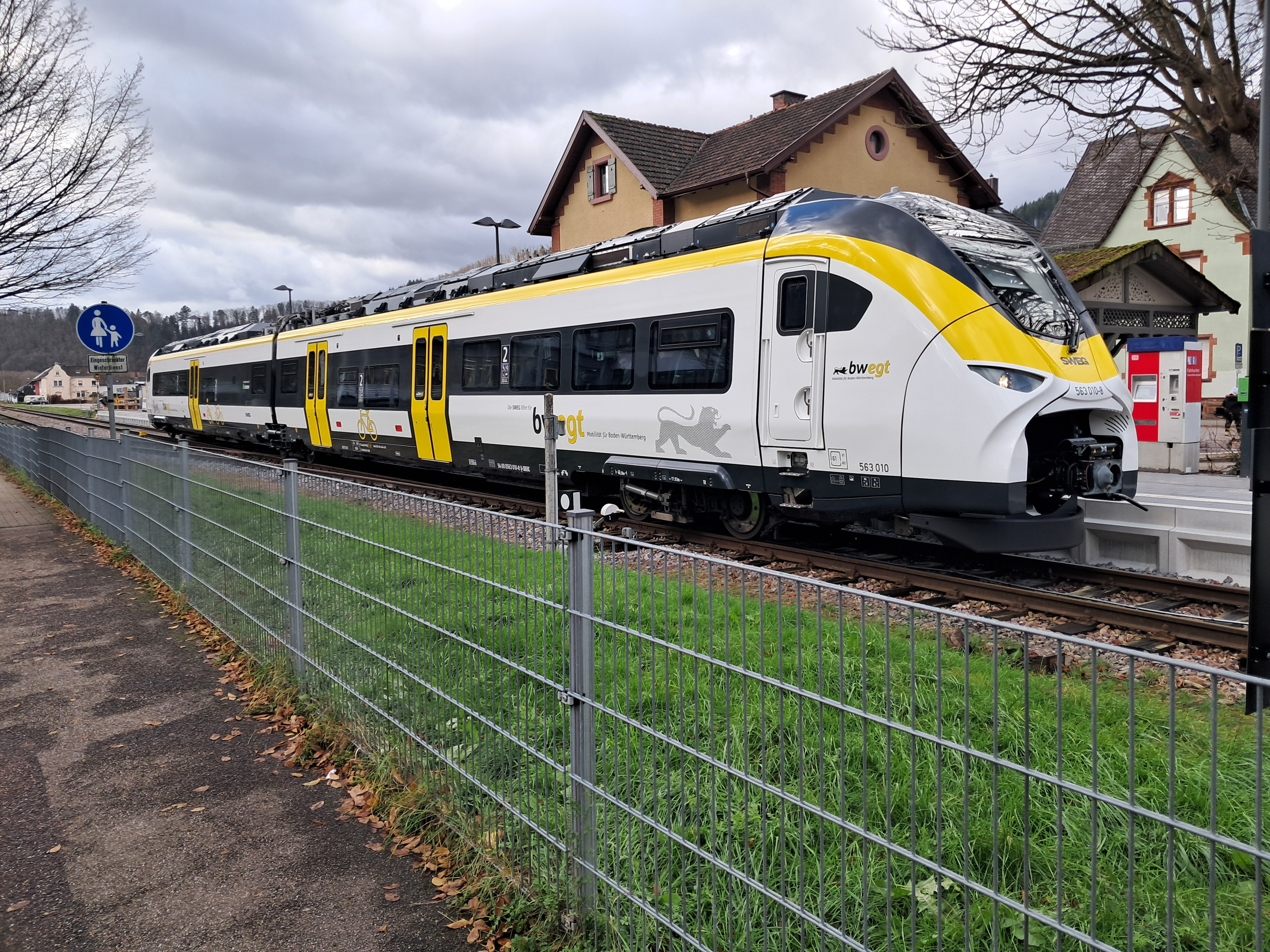
Mireo Plus B am Bahnhof

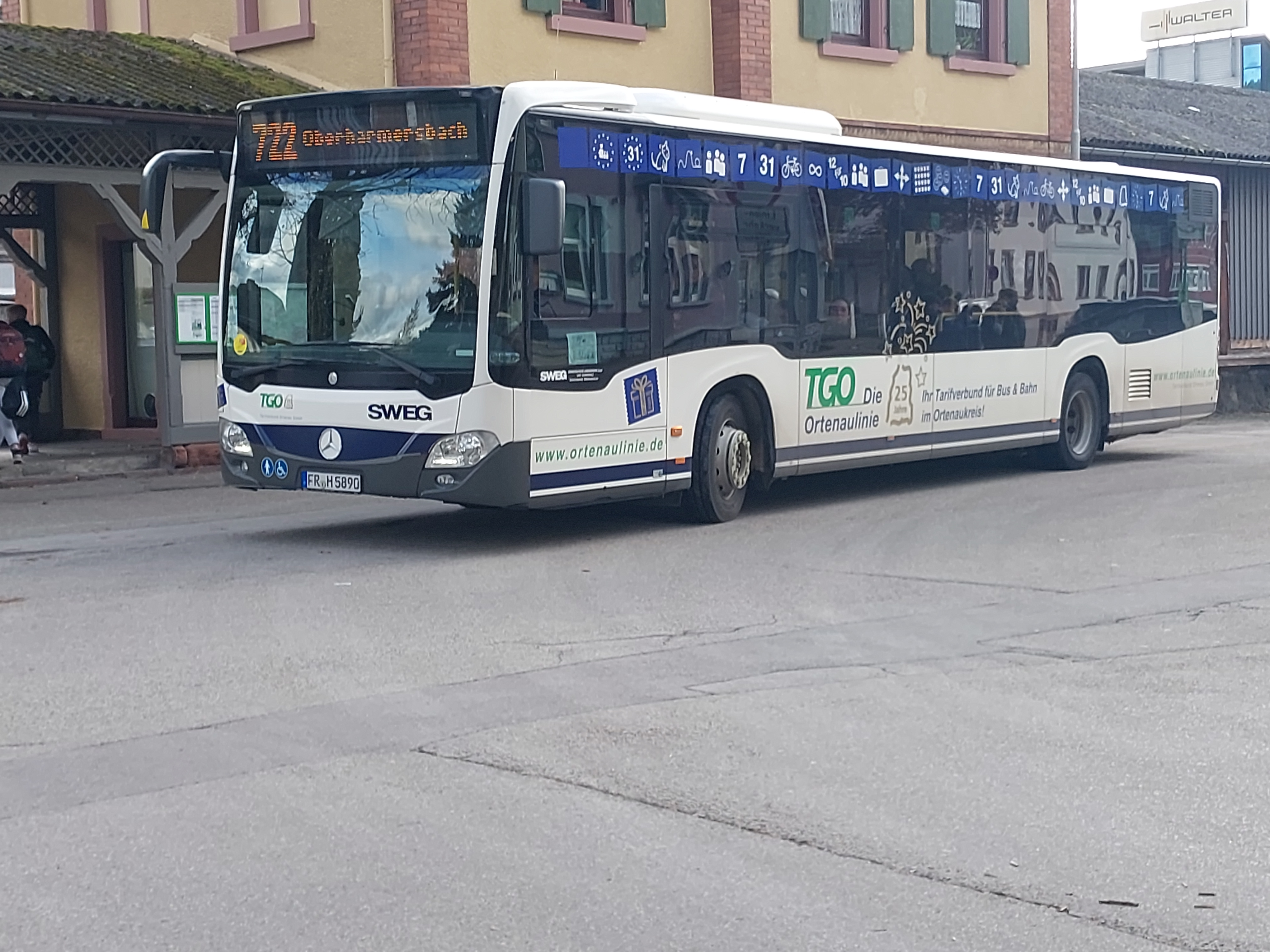
Mercedes-Benz Citaro der SWEG für die Buslinie 722

Zell ist eine Hochburg der schwäbisch-alemannischen Fastnacht, die dort Fasend genannt wird. Erste Nachrichten der örtlichen faßnacht sind aus dem 17. Jahrhundert überliefert. Die 1923 gegründete Narrenzunft Zell am Harmersbach ist Mitglied der Vereinigung Schwäbisch-Alemannischer Narrenzünfte (VSAN). Die Kleider der Zeller Narrenfiguren sind besonders aufwändig und aus außergewöhnlichen Materialien gearbeitet: der Bändelenarro trägt einen mit Papierbändern besetzten Anzug, der Welschkornnarro ist mit Maiskolbenblättern benäht, der Spielkartennarro ist von Kopf bis Fuß mit etwa 1800 Spielkarten besetzt und der Schneckenhüslinarro mit über 2000 echten Schneckenhäusern. Alle vier Narrenfiguren sind das ganze Jahr über als Bronzefiguren am Narrenbrunnen in Zell zu sehen.

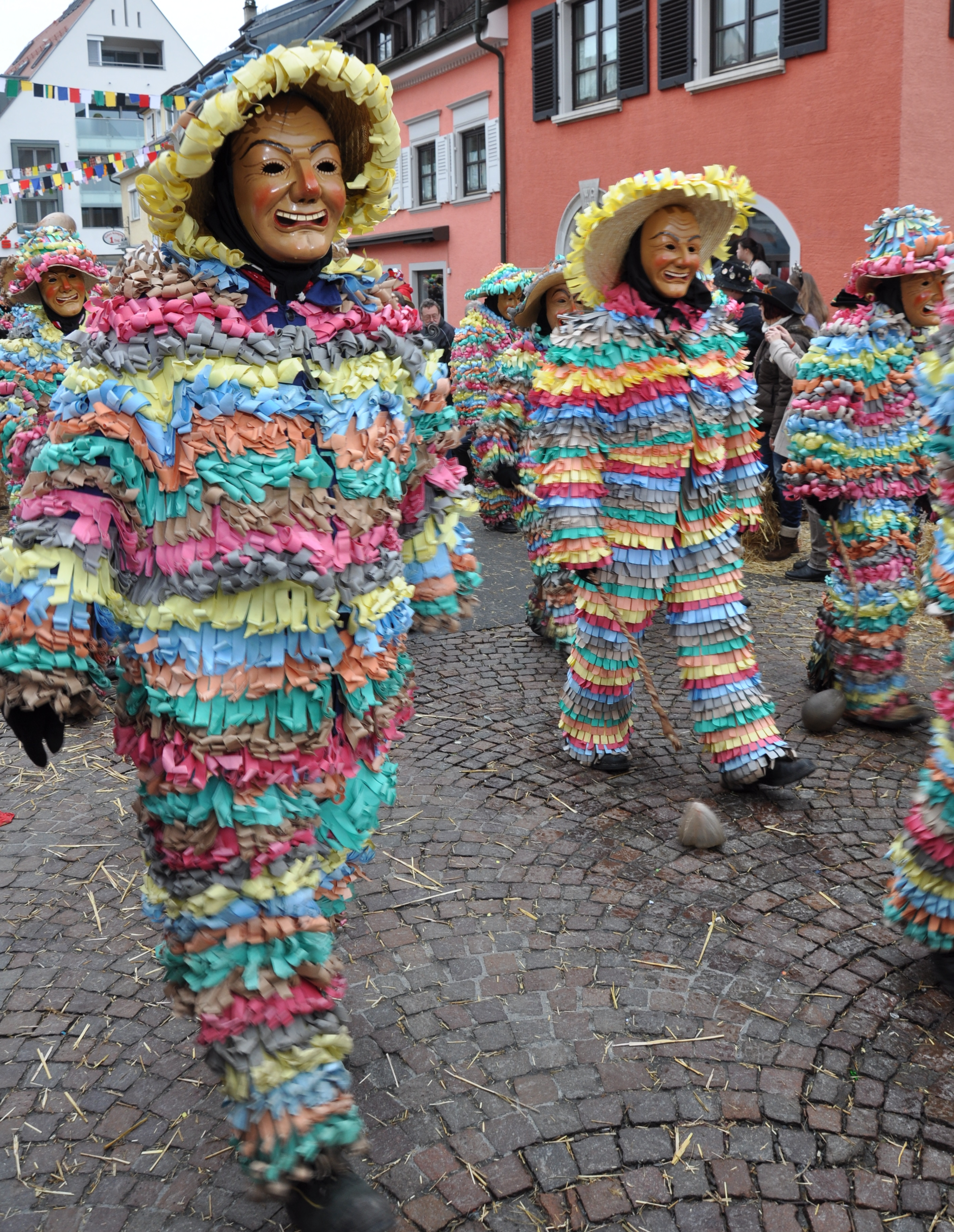
Bändelenarro
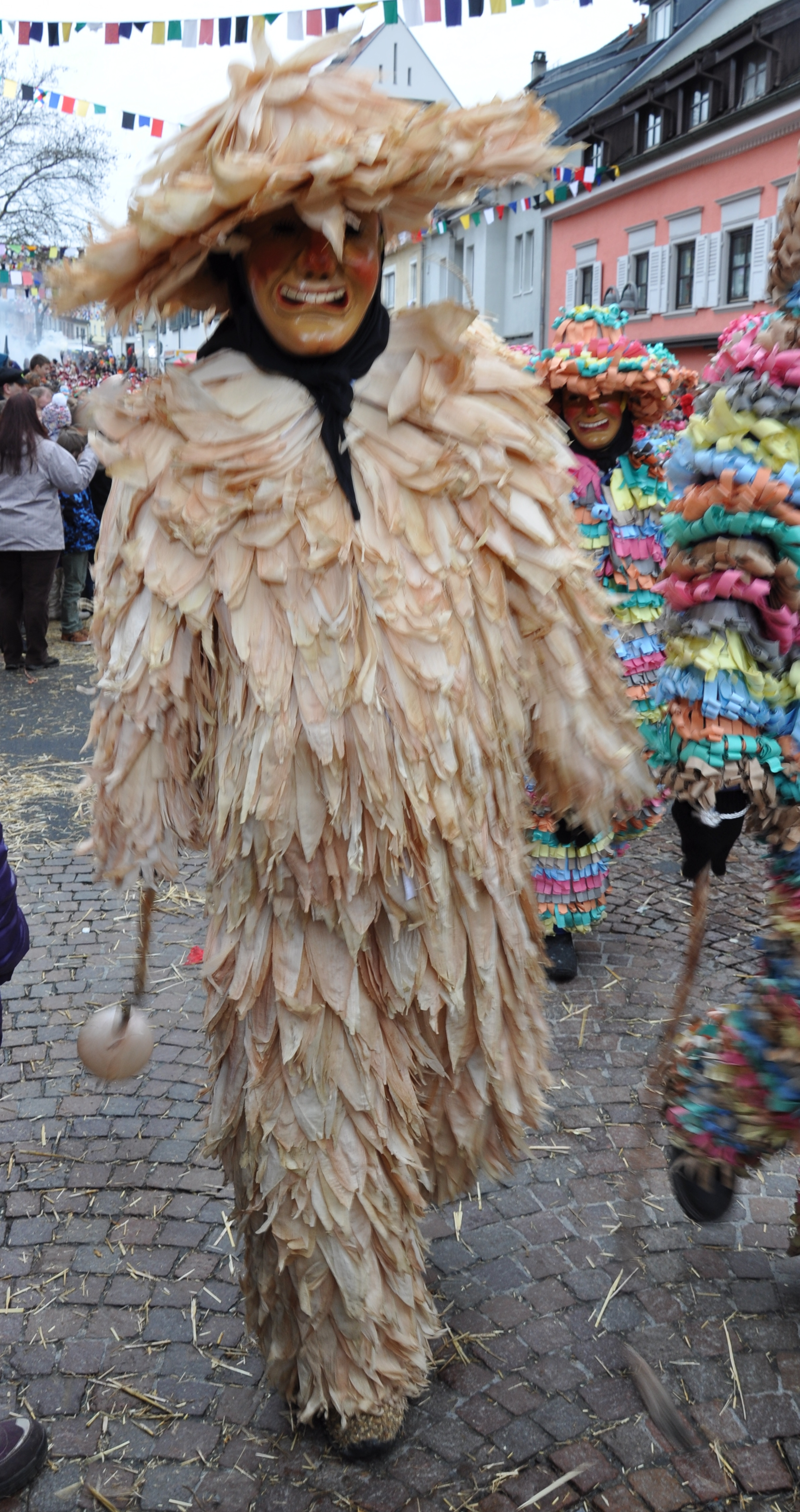
Welschkornnarro
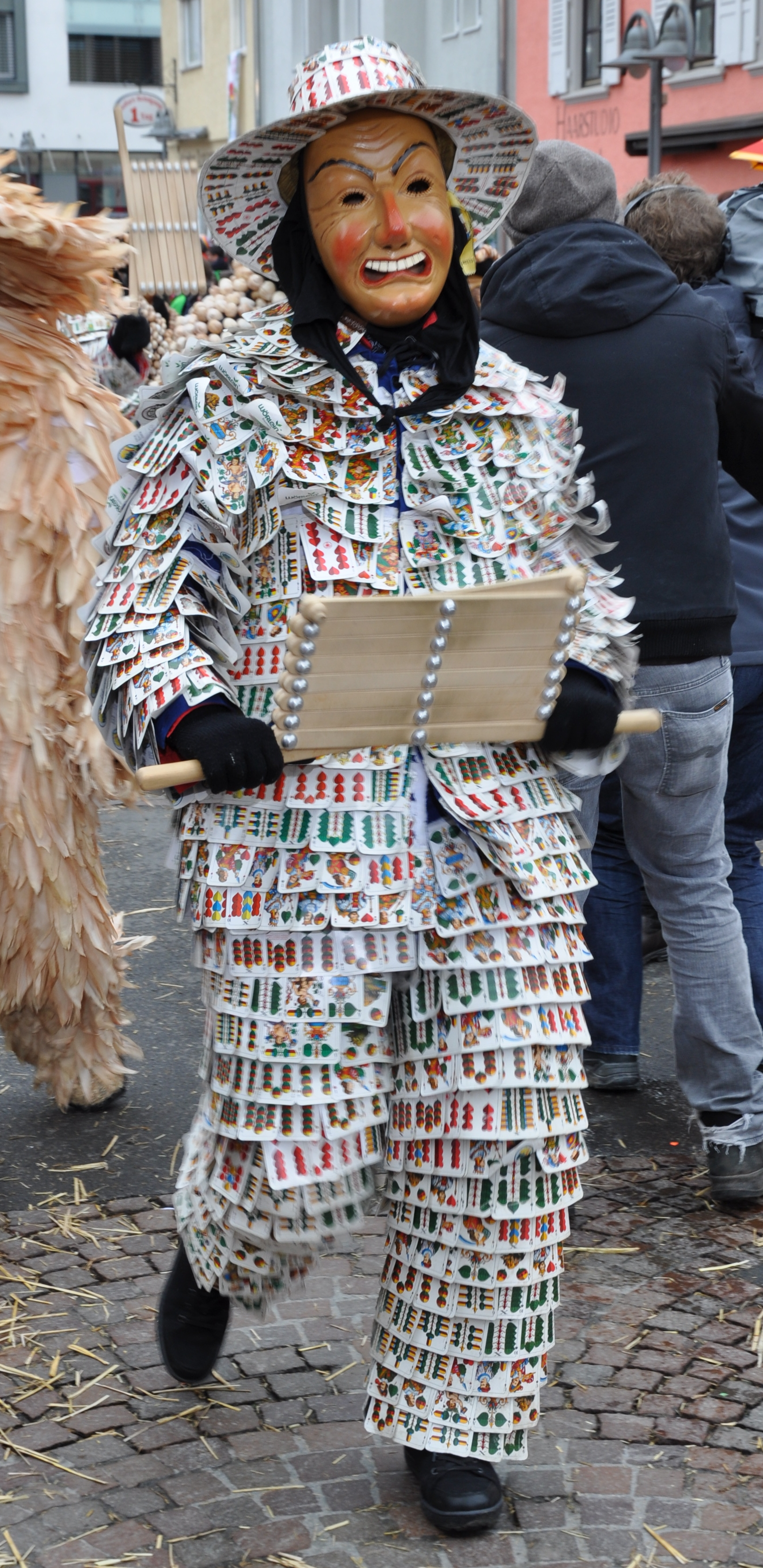
Spielkartennarro
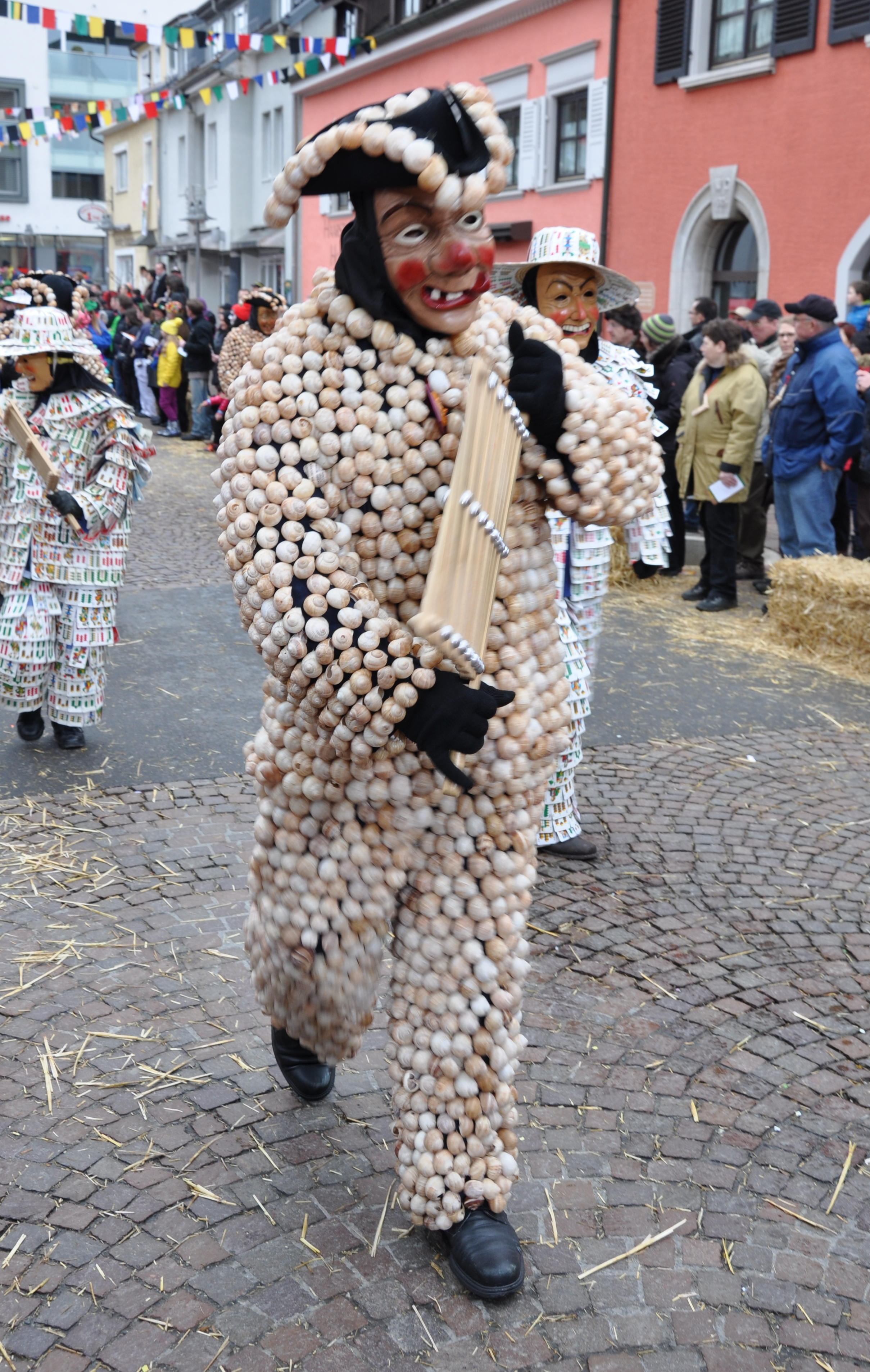
Schneckenhüslinarro
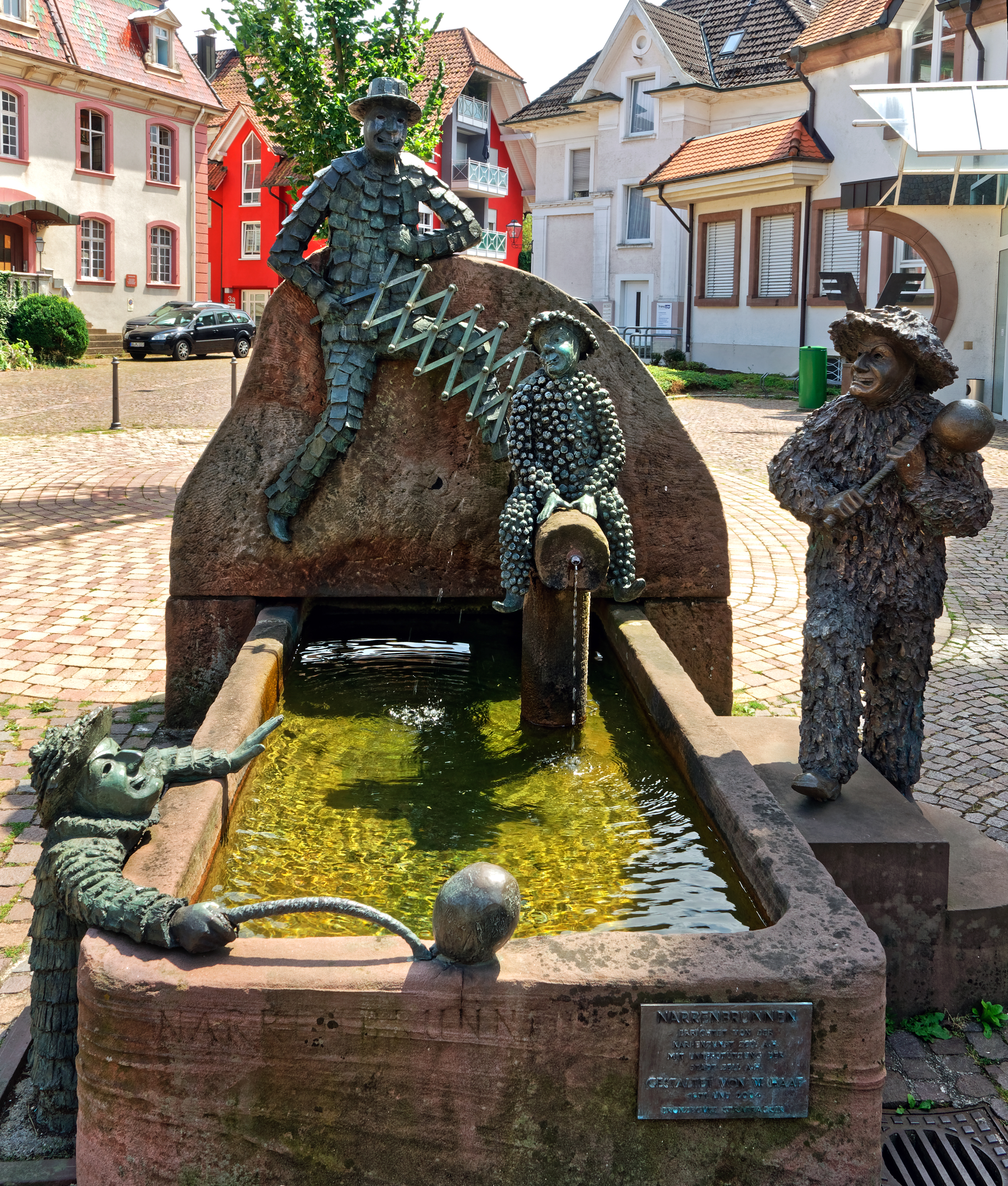
Narrenbrunnen in Zell a. H.

Eine weitere ortsansässige Narrenzunft ist die Hexenzunft Unterharmersbach e. V. (Mitglied des Ortenauer Narrenbunds) mit ihrer Narrenfigur Eckwaldhexe, einer Fastnachtshexe.
Im Ortsteil Unterentersbach wird am Fastnachtsmontag von der Narrengemeinschaft Unterentersbach e. V. die „Bachkuchifasend“ gefeiert.

## Wirtschaft und Infrastruktur

### Verkehr
Zell am Harmersbach liegt an der Harmersbachtalbahn, einer von Biberach (Baden) nach Oberharmersbach führenden Nebenstrecke der Schwarzwaldbahn die von der Südwestdeutschen Landesverkehrs-GmbH (SWEG) betrieben wird. Der ÖPNV wird durch den Tarifverbund Ortenau gewährleistet.
Durch eine Alltagsroute aus dem Radnetz Baden-Württemberg ist der Ortsteil Unterentersbach über Biberach und Gengenbach mit Offenburg und über Steinach mit Haslach im Kinzigtal verbunden.

### Ansässige Unternehmen
- In Zell war die Fayencefabrik Zeller Keramik ansässig, in der auch das bekannte „Hahn und Henne“-Motiv hergestellt wurde.
- Der Fahrzeughersteller LADOG fertigt Fahrzeuge und Geräte für Kommunalbetriebe, Industrie und Landwirtschaft.
- In Zell erscheint dreimal wöchentlich (montags, mittwochs und freitags) die Schwarzwälder Post, die kleinste süddeutsche Heimatzeitung.
- Die Schnurr Reisen GmbH ist ein ortsansässiges Busreiseunternehmen mit einer zusätzlichen Beratungsstelle in Offenburg. Bis zum 31. Juni 2025 war die Firma verantwortlich für die Buslinie von Zell nach Nordrach-Klausenbach.

### Bildung
Mit dem Schulzentrum Ritter von Buß gibt es eine Grund-, Haupt- und Realschule. In Unterharmersbach besteht zudem eine reine Grundschule. Außerdem gibt es eine Förderschule in der Kernstadt. Daneben gibt es vier Kindergärten.

## Persönlichkeiten

### Söhne und Töchter der Stadt

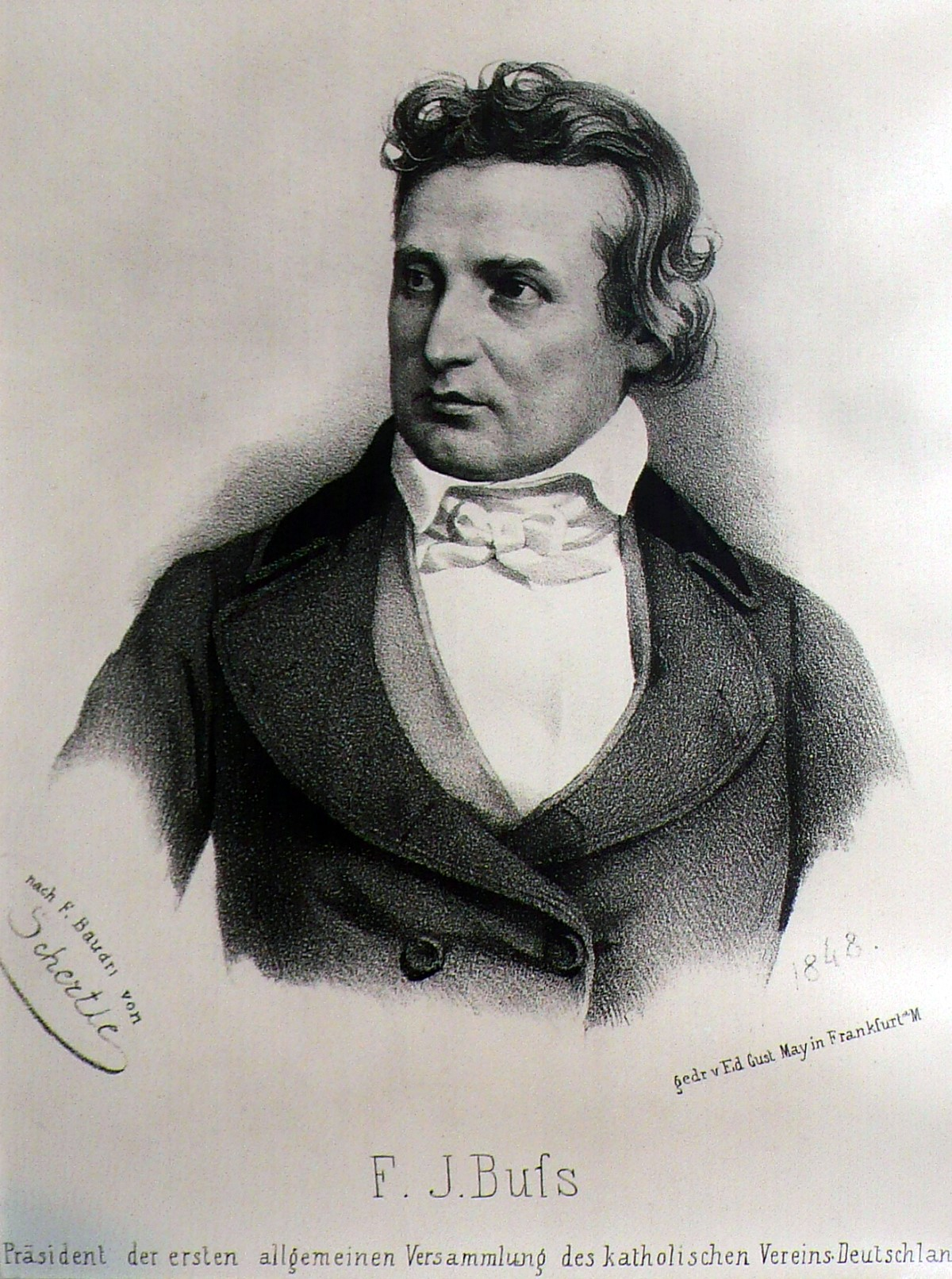
Franz Joseph Ritter von Buß

- Ignaz Blasius Bruder (1780–1845), Musikwerkfabrikant und Orgelbauer
- Franz Joseph Ritter von Buß (1803–1878), Politiker (Zentrum) und Kirchenrechtler
- Franz Anton Schmider (1817–1891), genannt Graf Magga, Porzellanbildner, Begründer der „Unteren Fabrik“ der Zeller Keramik
- Eduard Montford (1819–1881), seit 1851 im badischen Staatsdienst stehender Jurist und Amtsvorstand
- Wilhelm Metz (1828–1888), katholischer Kirchenmusiker, Komponist und Orgelsachverständiger
- Karl Gißler (1858–1927), Generalrektor der Pallottiner
- Richard Kapferer (1884–1954), Arzt und Medizinhistoriker
- Ernst Peter Huber (1900–1959), Kunstmaler
- Gustav Spörri (1902–1976), Schweizer Keramikkünstler
- Rainer Frank (* 1938), Rechtswissenschaftler und Hochschullehrer
- Leonhard Lehmann OFMCap (* 1947), Theologe
- Klaus Zoch (* 1953), Spieleautor und Unternehmer
- Alexander Schüler (* 1955), Regisseur, Filmproduzent und Unternehmer
- Ottmar Ette (* 1956), Romanist und Komparatist
- Heinrich Schwendemann (* 1956), Historiker
- Wolfgang Mössinger (* 1957), Diplomat
- Thomas Ruff (* 1958), Fotokünstler
- Georg Bruder (* 1979), Journalist
- Stephanie Zehnle (* 1986), Historikerin
- Lukas Staier (* 1989), Comedian, Rapper, Schauspieler und Content-Creator
- Enzo Leopold (* 2000), Fußballspieler

### Personen mit Beziehung zur Stadt
- Franz Xaver Mezler (1756–1812), Mediziner, Stadtarzt von Zell
- Carl Schaaff (* 31. Dezember 1849; † 23. März 1920 in Freiburg im Breisgau),[18] Besitzer der Zeller Porzellanfabrik 1874–1907; bekam 1907 das Ehrenbürgerrecht verliehen
- Alexander Freiherr von und zu Spitzmüller-Harmersbach (1862–1953); der letzte Finanzminister der österreichisch-ungarischen Monarchie ist zwar gebürtiger Wiener, wählte aber bei seiner Nobilitierung 1917 sein Adelsprädikat nach Vorfahren aus Zell am Harmersbach. Seine Villa in der Rosentalstraße 37 in Velden am Wörthersee hatte er Haus Harmersbach genannt.
- Kurt von Kraewel (* 25. Juli 1889; † nach 1951), Oberst a. D., Widerstandskämpfer, Besitzer der Papierfabrik Zell am Harmersbach
- Karl Hasel (1909–2001), Forstwissenschaftler, leitete von 1945 bis 1952 das Forstamt Zell am Harmersbach
- Markus Lüpertz (* 1941), Künstler, betreibt in Zell am Harmersbach sein „Schwarzwald Atelier“